# Anticommunisme

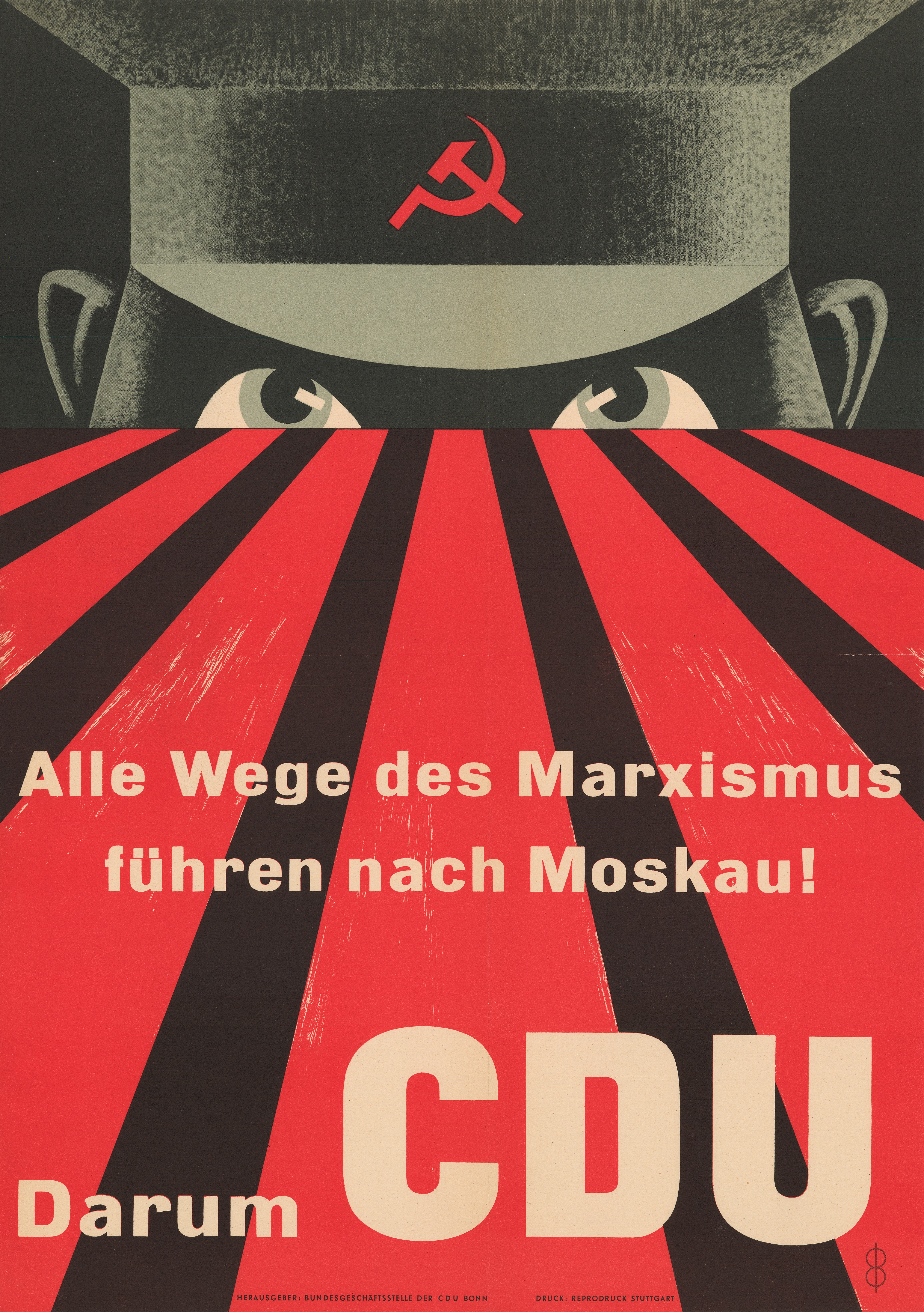
: affiche de la CDU en Allemagne de l'Ouest (1953).

Le terme d'anticommunisme englobe, au sens large, l'ensemble des attitudes d'opposition ou d'hostilité envers les aspects théoriques ou pratiques du communisme : l'anticommunisme peut se traduire sous forme de simple prise de position, de discours politique structuré, d'action ou de propagande.
Son sens est cependant différent en fonction de celui du « communisme », mot qui recouvre lui-même un ensemble de réalités très diversifiées en fonction des contextes sociaux, culturels et politiques. Les facteurs distinguant les différents types d'anticommunisme sont notamment la forme de communisme explicitement critiquée ou combattue, et les motivations qui poussent à s'y opposer.
Le terme « anticommunisme » est employé, selon les époques et les contextes, pour qualifier l'opposition aux théories marxistes ou communistes elles-mêmes, ou aux mouvances et partis politiques s'en réclamant, ou bien à la pratique politique des régimes communistes. Ainsi, dans l'entre-deux-guerres, pendant les grandes purges et la guerre froide, le terme d'« anticommunisme » a été très largement utilisé par les médias soviétiques, des pays satellites et des partis communistes du Komintern pour qualifier les critiques et les opposants du stalinisme, que ces derniers aient été ou non anticommunistes au sens strict.
Apparu au XIXe siècle en tant que concept, l'anticommunisme s’est largement développé au cours du XXe siècle, à la suite de la prise du pouvoir par les bolcheviks en Russie en octobre 1917, puis à la création de l’URSS : il s’est alors identifié, pour l'essentiel, à l'opposition aux régimes communistes et aux partis communistes d'inspiration léniniste et stalinienne. Au cours des années 1930, l'anticommunisme a été, avec l'antisémitisme, l'une des politiques mises de l'avant par l'Allemagne nazie. Après la Seconde Guerre mondiale, l’anticommunisme devient un élément majeur de la politique étrangère et intérieure des États-Unis, opposés à l'URSS dans le contexte de la guerre froide.

## Définitions et fondements
Le terme d'anticommunisme recouvre un ensemble extrêmement divers d'attitudes politiques, dont les motivations varient largement en fonction des milieux politiques et des groupes sociaux concernés. Les oppositions au communisme théorique - c'est-à-dire au concept d'une société sans propriété privée - apparaissent dès le XIXe siècle ; ils se retrouvent aussi bien chez les conservateurs ou chez les partisans du capitalisme alors en plein développement que chez les socialistes, qui redoutent le caractère niveleur ou les dérives autoritaires d'un tel type de société.
Au XXe siècle, le communisme devient une réalité politique concrète, dont l'influence s'étend à l'échelle mondiale. Un nombre important de formes d'anticommunismes se développent alors, la diversité même de l'anticommunisme en tant qu'objet historique rendant son étude difficile. Le terme d'anticommunisme désigne en effet non plus uniquement l'opposition théorique à l'abolition de la propriété privée, mais les multiples formes d'opposition à la réalité politique connue sous le nom de communisme, que cette attitude implique ou non une hostilité de principe au sens originel du mot. La difficulté à donner une définition unique de la notion d'anticommunisme découle également de son emploi dans des contextes polémiques.
L'historien Jean-Jacques Becker distingue plusieurs types d'anticommunismes, certains pouvant adopter des formes très diverses :
Tout d'abord un anticommunisme « de circonstance et d'indignation », correspondant historiquement à une réaction face à la révolution d'Octobre. Cette forme d'anticommunisme, qui est chronologiquement la première au XXe siècle, est avant tout un antibolchevisme ; elle coexiste avec un anticommunisme « d'indifférence », propre aux pays culturellement peu réceptifs aux idées communistes, notamment les pays anglo-saxons.
À ces premières formes d'anticommunisme succède avec le temps un anticommunisme consistant à dénoncer les pratiques politiques en URSS et plus tard dans les « démocraties populaires ». Ce type d'anticommunisme s'inscrit dans le cadre plus général d'une lutte contre une forme de totalitarisme. Très divers, il englobe aussi bien un anticommunisme « de classe », des classes sociales qui, telle la bourgeoisie, estiment avoir le plus à perdre du passage à un régime communiste et sont directement visées par les discours communistes, qu'un anticommunisme idéologique, de droite (libérale ou conservatrice) ou d'extrême droite mais aussi « de gauche » et d'extrême gauche.
L'anticommunisme « idéologique », extrêmement varié, recouvre donc une infinité d'attitudes, soit l'ensemble des raisons de s'opposer au communisme présentes dans les aspects les plus divers du spectre politique. La volonté « totalisante » du communisme, qui implique l'élimination des autres idéologies, suscite des réactions au sein des forces politiques les plus disparates. L'extrême droite s'oppose ainsi à un concurrent direct, notamment les totalitarismes fasciste et nazi dont les ambitions expansionnistes se heurtent de plein fouet à celles du communisme soviétique. Pour les libéraux, l'opposition au communisme est, notamment à l'aune des peurs de la Guerre froide, une question de survie, Raymond Aron considérant pour sa part qu'il ne saurait y avoir de véritable paix, même en l'absence de guerre, entre le monde libéral et le monde communiste. Des défenseurs du capitalisme comme Friedrich Hayek ou Milton Friedman estiment quant à eux qu'il est impossible de conjuguer communisme et liberté individuelle. Hayek voit dans l'étatisme une source du totalitarisme, fasciste ou communiste et Friedman considère le capitalisme comme une « condition nécessaire à la liberté politique ». Une opposition doctrinale se retrouve chez les religieux opposés à l'athéisme et aux persécutions antireligieuses en régime communiste, notamment au sein de l'Église catholique : la guerre froide correspond au grand moment de la démocratie chrétienne, pour laquelle l'anticommunisme représente une règle. Quant à l'anticommunisme de gauche, il a pu être exprimé par des socialistes et sociaux-démocrates qui, tel Léon Blum, dénoncent les pratiques autoritaires des régimes communistes et proclament leur attachement à un socialisme démocratique. Toujours à gauche, l'opposition au communisme soviétique peut se retrouver dans des courants qui se revendiquent eux-mêmes du communisme, comme les trotskistes ou les maoïstes : bien que se réclamant de l'héritage bolchevik, le trotskisme apparaît ainsi pour le communisme soviétique comme un « anticommunisme » à détruire en priorité. Peuvent éventuellement s'y ajouter des anarchistes ayant pu être séduits par l'aspect de révolution totale du communisme, mais hostiles au système communiste mis en place en URSS.
Aux difficultés de circonscrire l'anticommunisme en tant qu'objet d'études politique s'ajoute l'usage du terme, au cours de l'histoire, par les communistes eux-mêmes : l'accusation d'« anticommunisme » est ainsi employée comme un argument disqualifiant leurs adversaires, qualifiés d'« anticommunistes primaires ». Les « anticommunistes », terme englobant l'ensemble des opposants au communisme soviétique, ont pu ainsi être accusés de relayer la propagande de la CIA, ou être assimilés au néofascisme, voire au néonazisme. Les communistes ont été, au cours de la Guerre froide, relayés dans cet usage par leurs « compagnons de route », à l'image de Jean-Paul Sartre qui déclare en 1961 : « un anticommuniste est un chien, je ne sors pas de là, je n'en sortirai plus jamais ». À l'époque, l'accusation d'anticommunisme sert également à stigmatiser des opposants au stalinisme qui, dénonçant le communisme soviétique comme une imposture, se revendiqueraient eux-mêmes d'une forme alternative du communisme, à l'image des trotskistes.

## Historique

### Avant 1917
Le mot et le concept d'anticommunisme datent des années 1840, le terme « anticommuniste » lui-même existant en français depuis 1842. L'anticommunisme rejoint alors la « peur des rouges », des « partageux » et du collectivisme répandue dans les classes possédantes, la paysannerie et les milieux conservateurs au long du XIXe siècle. Le mot communisme est alors rattaché pour l'essentiel à la famille politique socialiste, dont il représente à la fois un concept et une tendance radicale : il est compris dans son sens originel d'abolition de la propriété privée. L'anticommunisme est mentionné en 1848 par Karl Marx dans le Manifeste communiste. Un procès contre des membres de la Ligue des communistes est organisé après l’échec de la révolution allemande de 1848. En 1848, dans le contexte du « Printemps des peuples », le mot « communisme » est devenu suffisamment familier du public pour que l'essayiste français Alfred Sudre publie, afin de dénoncer le courant d'idées dans son ensemble, l'ouvrage Histoire du communisme, ou réfutation historique des socialistes : l'auteur y englobe, sous le vocable « communiste » Platon, Sparte, l'anabaptisme, Robert Owen, Saint-Simon, Charles Fourier et Pierre-Joseph Proudhon, sans faire par ailleurs aucune mention de Karl Marx. Sudre dénonce le communisme, en tant que société sans propriété privée, comme une négation de toute liberté humaine, qui ne pourrait aboutir qu'à l'oppression : pour l'auteur, le communisme représente les plus bas instincts de l'homme, dont il fait « une bête sensuelle, gourmande et lubrique, traînant son ventre appesanti par des sales voluptés ». En 1849, Adolphe Thiers publie la plaquette Du communisme, destinée à en réfuter la doctrine sur les plans social et économique, et dans laquelle il attaque conjointement Marx et Proudhon,.
Cette forme d'hostilité globale aux mouvements révolutionnaires contribue, en 1871, dans l'opposition entre le gouvernement de Versailles et la Commune de Paris en 1871, puis dans l'écrasement de cette dernière ; elle converge durant les décennies suivantes avec la crainte des attentats anarchistes. Les concepts de socialisme et de communisme sont alors souvent associés, voire confondus, par leurs adversaires dans une même détestation. L'anticommunisme est assimilé à un anti-marxisme, en substance à une hostilité à la doctrine de la lutte des classes et de l'internationalisme.
L'opposition au communisme, dans son sens premier, ne se limite cependant pas au courant d'opinion conservateur et se retrouve chez des penseurs rattachés à la famille d'idées socialiste. Pour Lamennais, le communisme représente un retour à l'esclavage, soit au « travail forcé, rétribué au gré de l'État qui l'impose ». Proudhon juge quant à lui que « de tous leurs préjugés inintelligents et rétrogrades, celui que les communistes caressent le plus est la dictature. Dictature de l'industrie, dictature du commerce, dictature de la pensée, dictature dans la vie sociale et la vie privée, dictature partout ». Un autre théoricien anarchiste, Mikhaïl Bakounine, porte un jugement comparable : en 1873, dans Étatisme et anarchie, il qualifie le communisme de « négation de la liberté », qui « concentre et fait absorber toutes les puissances de la société dans l'État [et] aboutit nécessairement à la centralisation de la propriété entre les mains de l'État ».

### Entre-deux-guerres
Après la révolution d'Octobre, qui amène les bolcheviks au pouvoir en Russie et aboutit en 1917 à la naissance du premier régime communiste, puis à la création en 1919 de l'Internationale communiste (ou Komintern), l'anticommunisme change radicalement de contexte. En se rebaptisant en 1918 du nom de Parti communiste, les bolcheviks s'identifient à la notion de communisme ; celle-ci est désormais perçue par ses adversaires non plus comme une simple idéologie, mais comme une menace bien concrète, associée à la politique de terreur, de persécution antireligieuse et d'oppression des opposants mise en œuvre par les bolcheviks. La guerre civile russe, conflit d'une rare violence qui oppose les bolcheviks aux blancs, sert de ferment et de diffuseur à un anticommunisme qui se confond désormais avec l'antibolchevisme : à la terreur rouge appliquée par les bolcheviks répond la terreur blanche répandue par leurs adversaires. La propagande des blancs comporte par ailleurs une très forte composante antisémite et la terreur blanche s'accompagne de nombreux pogroms, les Juifs russes étant considérés comme des alliés des rouges. La présence de nombreux Juifs (Trotski, Zinoviev, Radek…) parmi les dirigeants bolcheviks contribue en effet à susciter le mythe du judéo-bolchevisme, soit d'un mouvement communiste contrôlé par les Juifs. Le concept de judéo-bolchevisme est diffusé hors de Russie par certains soutiens des blancs, puis par les blancs exilés, mais trouve également des échos dans d'autres évènements révolutionnaires en Europe, notamment durant la révolution allemande de 1918-1919 et le régime communiste hongrois de 1919. En Allemagne, la judéité de nombreux révolutionnaires - dont Rosa Luxemburg constitue l'exemple le plus célèbre - comme la forte présence de Juifs au sein de la république des conseils de Bavière, contribuent à alimenter le mélange d'anticommunisme et d'antisémitisme dans une partie de l'opinion. Le contexte politique de l'immédiate après-guerre, avec notamment l'écrasement de l'insurrection spartakiste et des communistes bavarois, favorise le développement de mouvements anticommunistes et nationalistes, dont le discours se mêle souvent d'antisémitisme, les Juifs étant assimilés, sinon aux communistes, du moins à la subversion dans la lignée de la légende du coup de poignard dans le dos. En Hongrie, le grand nombre de Juifs au sein du régime de Béla Kun contribue à susciter une vague d'antisémitisme, qui s'exprime notamment au cours de la terreur blanche qui suit la chute du gouvernement communiste, puis dans les mesures anti-juives de l'entre-deux-guerres,,.

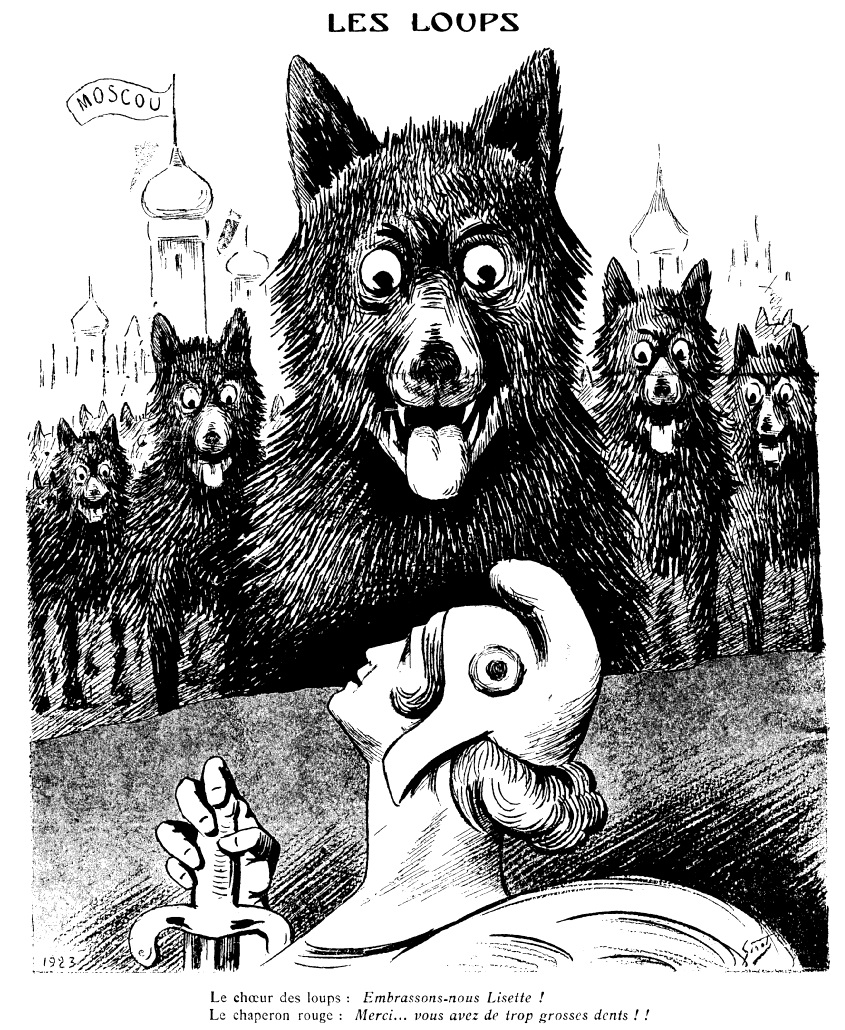
Les Loups, caricature anticommuniste française de 1923.

Dans les années qui suivent la prise du pouvoir par les bolcheviks, un fort courant anticommuniste se développe. Aux États-Unis, les années 1919-1920 correspondent à la période de la « peur rouge », qui prend l'aspect d'une véritable « psychose anticommuniste » : suscitée par une série d'attentats à la bombe commis par des anarchistes, elle vise ensuite tous les « révolutionnaires » ou assimilés (communistes, anarchistes, socialistes…), perçus comme des subversifs. Une trentaine d'États adoptent des lois punissant l'apologie de la révolution, voire l'usage du drapeau rouge. Le syndicalisme est également visé : la période est notamment marquée par la répression des mouvements sociaux impulsés par les Industrial Workers of the World. En France, la question du bolchevisme tient une place importante dans la campagne des élections législatives de 1919, la menace du « bolchevik au couteau entre les dents » assurant le triomphe du Bloc national, coalition de la droite et du centre,. À l'occasion de ce scrutin — et alors que le PCF n'existe pas encore —, une organisation patronale, l'Union des intérêts économiques, publie une affiche appelant à voter « contre le bolchevisme » et illustrée d'une caricature représentant un homme au visage féroce, tenant un couteau entre ses dents. Reproduite sous diverses formes à plusieurs centaines de milliers d'exemplaires, l'image de « l'homme au couteau entre les dents » marque durablement les esprits et fait par la suite l'objet de nombreux détournements, voire de pastiches réalisés par le PCF lui-même,.
L'anticommunisme, dans le sillage de la révolution d'Octobre, n'est nullement l'apanage des courants conservateurs ou monarchistes. Des forces politiques socialistes, voire révolutionnaires, se prononcent elles aussi contre les bolcheviks « au nom d'un socialisme démocratique et d'un marxisme déterministe ». C'est le cas notamment du menchevik Julius Martov, du social-démocrate allemand Karl Kautsky ou, en France, de Léon Blum, qui condamne fermement les méthodes léninistes de confiscation du pouvoir et s'oppose, lors du congrès de Tours, à l'adhésion de la SFIO à l'Internationale communiste. En Russie, les socialistes-révolutionnaires s'opposent également aux bolcheviks durant la guerre civile et animent en 1918 un gouvernement concurrent. Les anarchistes russes dirigés notamment par Nestor Makhno affrontent, dès 1920-1921, les bolcheviks, reprochant à Lénine de trahir la révolution sociale et d'empêcher la liberté d'expression des autres courants révolutionnaires. En 1921, la révolte de Kronstadt et son écrasement par les bolcheviks contribuent à la rupture, à l'échelle internationale, entre les libertaires et le régime soviétique. Dans le même temps, les communistes sont également confrontés aux insurrections « vertes », menées par des bandes paysannes, qui leur reprochent de détourner à leur profit l'idéal révolutionnaire des soviets et souhaitent rétablir le système « autogestionnaire » pratiqué par le monde agricole russe en 1917-1918. La révolte de Tambov représente l'un des points culminants des insurrections paysannes contre les communistes. Parmi les autres opposants au régime bolchevik, les gouvernements apparus sur les territoires de l'ex-empire russe (nationalistes ukrainiens dirigés entre autres par Simon Petlioura, mencheviks géorgiens…) tentent de sauvegarder leur indépendance face à la Russie soviétique.
Pendant et après la guerre civile russe, de nombreux États, notamment la France, le Royaume-Uni et les États-Unis, craignent une contagion révolutionnaire sur leur propre sol (alors qu'ils sont eux-mêmes toujours en guerre jusqu'à la fin 1918, puis en train de régler les problèmes de la paix) ; un autre facteur d'opposition tient à la menace que représente le régime bolchevik pour leurs investissements dans la Russie tsariste. Les pays occidentaux et le Japon isolent diplomatiquement la Russie soviétique puis l'URSS, considérées comme des foyers révolutionnaires, apportent un soutien limité aux blancs, soutiennent les nouveaux États limitrophes de l'URSS comme la Pologne, et contribuent à l'écrasement par la Roumanie du régime communiste hongrois. L'URSS sort cependant de son isolement diplomatique dès 1922 et noue progressivement des relations diplomatiques avec l'ensemble des pays du monde. Des gouvernements comme celui de l'Italie fasciste de Mussolini pratiquent ainsi un anticommunisme virulent sur le plan interne tout en entretenant de bonnes relations avec l'URSS. Dans les années 1920, nombre de partis communistes sont interdits et vivent dans la clandestinité - c'est le cas en Hongrie sous le régime de Horthy, en Finlande après la guerre civile finlandaise, en Espagne sous la dictature de Primo de Rivera ou en Pologne après la guerre soviéto-polonaise de 1920. Au Japon, la loi de préservation de la paix de 1925 permet l'interdiction des mouvements communistes, socialistes et anarchistes. En Chine, l'hostilité de Tchang Kaï-chek envers les communistes dont il craint la montée en puissance entraîne la rupture du front uni entre le Kuomintang et le Parti communiste chinois : en 1927, le massacre de Shanghai, suivi d'une répression généralisée contre les communistes chinois, marque le début de la guerre civile chinoise. Au Japon, le communisme est interdit et réprimé par la dictature militaire sous le règne d'Hirohito, répression qui se prolonge durant la Seconde Guerre mondiale. Dans les États démocratiques, la lutte contre les communistes prend un tour plus ou moins intense selon que ceux-ci durcissent ou non leurs actions, notamment dans la période de la ligne « classe contre classe » adoptée par l'Internationale communiste dans les années 1928-1933. Ce climat politique incite notamment en 1927 le ministre français de l'intérieur, Albert Sarraut, à déclarer « le communisme, voilà l'ennemi ». À la même époque, les organisations anticommunistes se multiplient en Europe, comme le Comité antibolchevique, l'Institut antimarxiste, le Comité international d'initiative antibolchevique ou la Ligue internationale anticommuniste. L'avocat suisse Théodore Aubert fonde en 1924 l'Entente internationale contre la IIIe Internationale, présente dans plus de vingt pays et qui tente d'influencer les milieux politiques et journalistiques. Des Russes blancs exilés animent des organisations comme l'Union générale des combattants russes ou l'Union des solidaristes russes, qui entretiennent l'opposition aux bolcheviks dans les milieux de l'émigration. En France, le thème du bolchevik « au couteau entre les dents » est repris en 1934 par le Centre de propagande des républicains nationaux dirigé par Henri de Kérillis, qui entend dénoncer les « valets de Staline », représentés selon lui (dans l'ordre) par les socialistes, les communistes, et les francs-maçons.

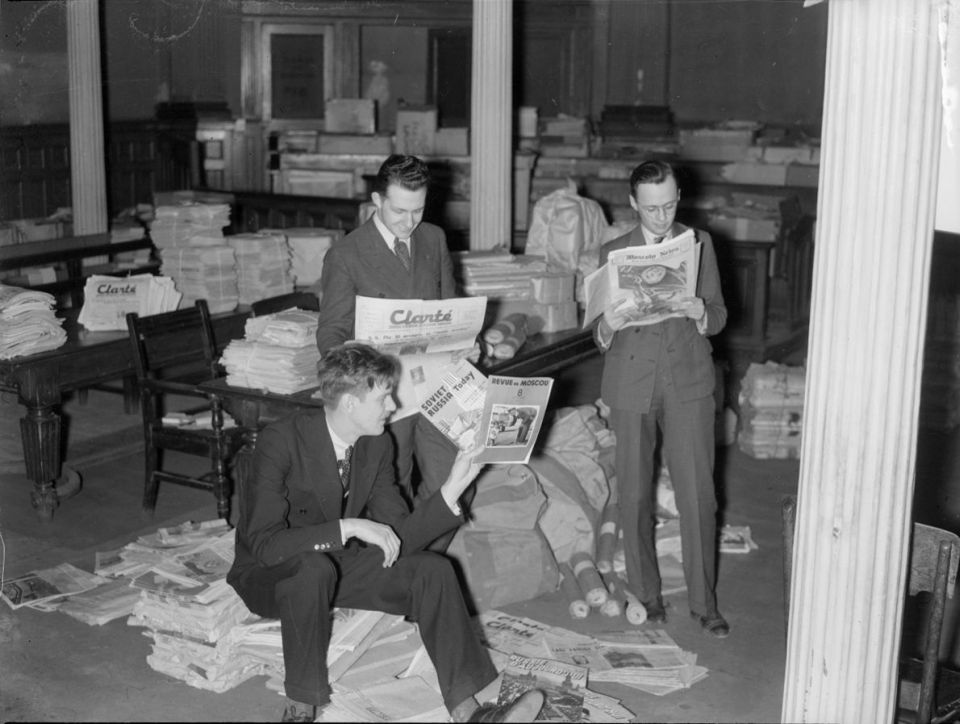
1938 : trois hommes lisant à l'hôtel de ville de Montréal des documents communistes confisqués, durant la période de la loi du cadenas.

L'anticommunisme prend un tour particulièrement radical, dépassant la réaction conservatrice ou démocratique, au sein des mouvements et des régimes politiques de type fasciste : Mussolini entre, dès la création du mouvement fasciste italien, en conflit avec les « rouges » (ouvriers grévistes et socialistes, dans le contexte du « biennio rosso » de 1919-1920) et use de la peur du communisme et de la subversion pour parvenir au pouvoir en 1922. Il fait ensuite de l'anticommunisme l'un des axes principaux de la propagande de son régime : le Parti communiste d'Italie est persécuté et interdit, et nombre de ses militants sont contraints à l'exil. En Allemagne, le mouvement nazi d'Adolf Hitler se pose notamment en concurrent direct du Parti communiste d'Allemagne pour s'emparer du pouvoir : la pensée d'Hitler articule antimarxisme, antibolchevisme et racialisme antisémite, récupérant le thème du judéo-bolchevisme sous l'influence de certains Russes blancs. Dans l'esprit du leader nazi qui considère le marxisme comme une « doctrine juive », l'image du Juif en tant que responsable du communisme s'ajoute sans la remplacer à celle, plus ancienne, du Juif responsable du capitalisme : apparemment contradictoires, ces deux conceptions coexistent dans la vision hitlérienne du Juif comme responsable de tous les maux, le Juif capitaliste et le Juif bolchevik faisant l'objet d'une même aversion. Dans certaines régions allemandes peu concernées par l'antisémitisme - notamment les régions agricoles, où peu de Juifs habitent mais où la « peur du rouge » est au contraire très répandue - le NSDAP va jusqu'à mettre l'antisémitisme au second plan, et mise avant tout sur le discours anticommuniste pour séduire les électeurs. Après l'arrivée au pouvoir d'Hitler et l'instauration du régime nazi en 1933, le PC allemand est interdit et des milliers de communistes sont arrêtés et tués,.

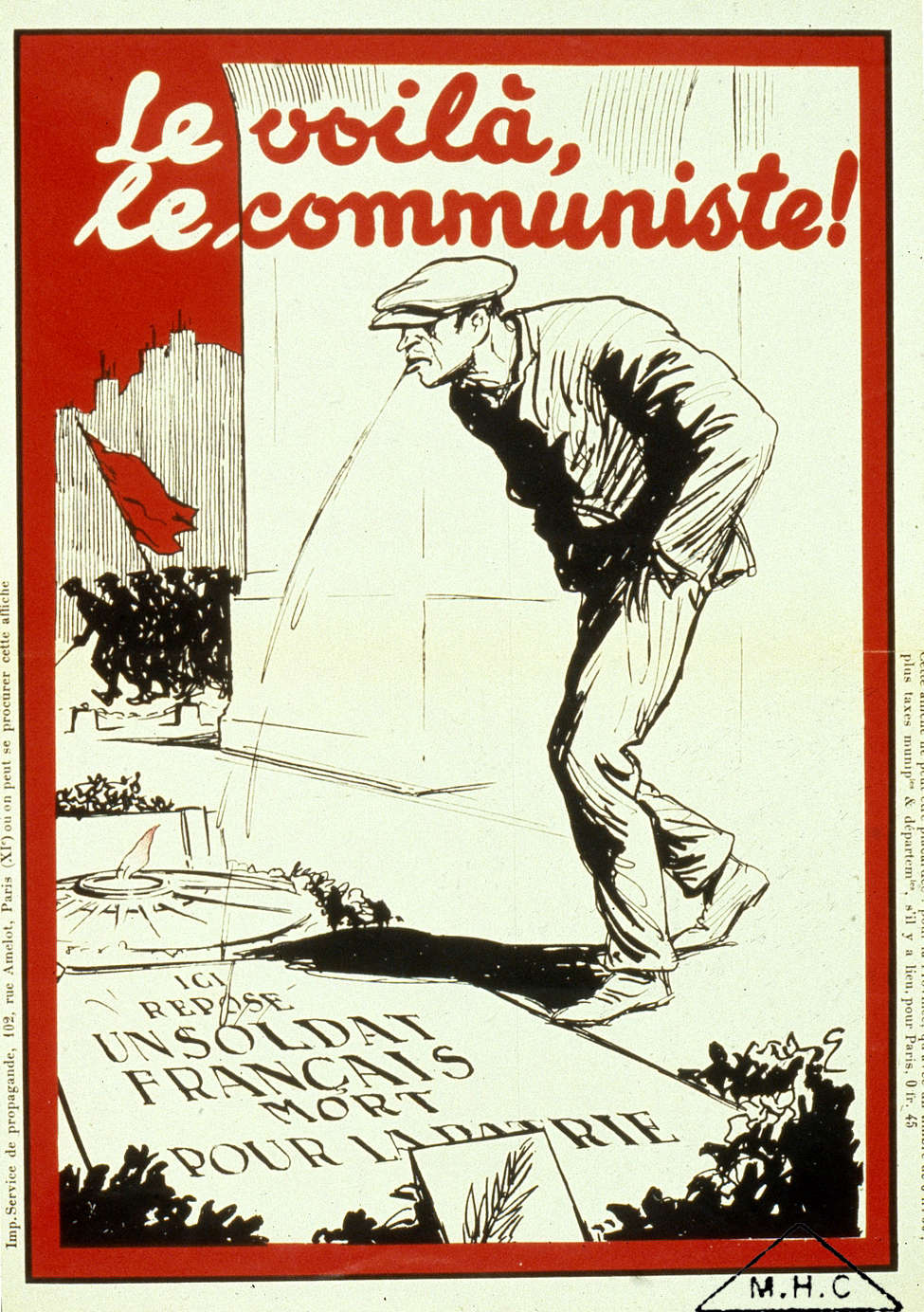
Le voilà, le communiste ! Affiche de propagande d'André Galland

Dans les années 1930, Staline prend conscience du danger nazi, qu'il avait jusque-là négligé au profit de la ligne « classe contre classe » considérant les socialistes comme les ennemis principaux. L'URSS se rapproche alors politiquement de la France et le Komintern adopte une ligne de « Front populaire », consistant à s'allier avec les socialistes au sein d'une coalition antifasciste. La nouvelle ligne suivie par le mouvement communiste international conduit à un certain recul de l'anticommunisme dans les pays occidentaux : l'antifascisme rend en effet le communisme plus rassurant à l'aune du péril représenté par Hitler. L'URSS est admise à la SDN en septembre 1934.
Mais la politique des Fronts populaires agit également comme un repoussoir sur une partie des opinions, ce que renforcent des épisodes comme les grèves françaises de 1936 et, plus encore, la terreur rouge espagnole. Les anticommunistes s'en trouvent radicalisés. En outre, les risques grandissants d'une nouvelle guerre aboutissent au développement d'un pacifisme anticommuniste, dans la mesure où les communistes apparaissent bellicistes. Ainsi, dans le contexte de la guerre d'Espagne, les communistes retirent un bénéfice d'image de leur engagement dans une partie du camp antifasciste, mais leur volonté de voir la France et le Royaume-Uni intervenir heurte une partie des pacifistes de gauche.
L'Allemagne et le Japon signent le 25 novembre 1936 le pacte anti-Komintern, destiné à contrer l'influence communiste dans le monde, que rejoignent plus tard l'Italie, la Hongrie et l'Espagne franquiste. Au sortir d'une guerre civile particulièrement violente, le régime de Franco fait de l'anticommunisme l'une de ses principales références politiques, instituant notamment un Tribunal spécial pour la répression de la maçonnerie et du communisme,.
À la même époque, l'Église catholique renforce son engagement contre le communisme : le pape Pie XI écrit en 1937 l'encyclique Divini Redemptoris pour condamner explicitement le « communisme bolchévique et athée ». Dans cette encyclique, il réitère les condamnations contenues dans Quanta Cura (1864) et Quadragesimo Anno (1931) et dénonce entre autres l'athéisme, le matérialisme et le collectivisme, synonyme de privation de liberté,.
Toujours dans l'entre-deux-guerres, au Québec, le gouvernement conservateur de Maurice Duplessis promulgue en 1937 la Loi protégeant la province contre la propagande communiste, dite loi du cadenas. À l'autre extrémité du spectre politique, des anarchistes, comme Alexandre Berkman qui dénonce le « mythe bolchevique », se livrent à une critique politique et théorique du communisme soviétique.

### Seconde Guerre mondiale

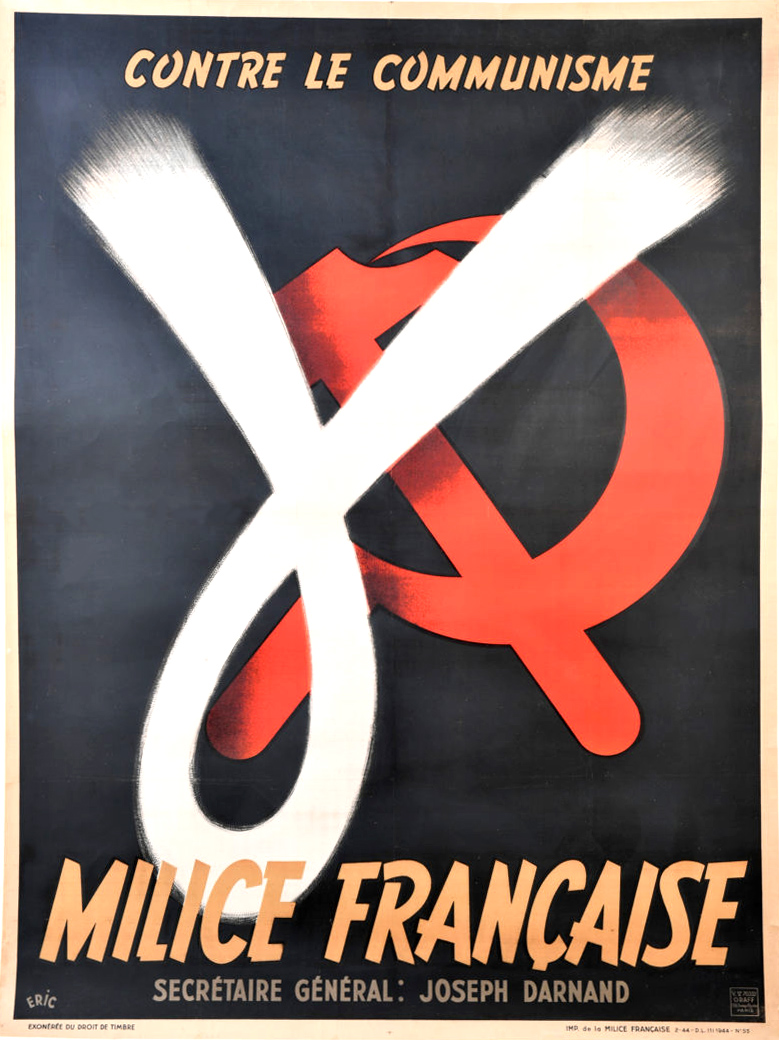
Affiche anticommuniste de la Milice collaborationniste, pendant la Seconde Guerre mondiale.

Au début de la Seconde Guerre mondiale, le pacte germano-soviétique, tout en déstabilisant profondément le mouvement communiste mondial, suscite une vague d'hostilité envers les partis communistes occidentaux : en France, le PCF et ses organisations de masse sont dissous en septembre 1939 et 44 députés communistes sont arrêtés et condamnés,. En juin 1941, l'attaque allemande contre l'URSS renverse à nouveau la donne et reconstitue l'antagonisme entre « fascisme » et « antifascisme ». Les communistes sont, dans le cadre d'un conflit conçu par Hitler comme une guerre totale contre le « judéo-bolchevisme », des cibles privilégiées de la répression politique en Europe, ainsi que des massacres commis par l'armée allemande. En URSS, le Kommissarbefehl (ordre des commissaires) prévoit ainsi l'exécution systématique des commissaires politiques de l'Armée rouge et des cadres du Parti communiste soviétique. Dans l'Europe occupée, l'anticommunisme, mêlé ou non d'antisémitisme, fait partie de la propagande des gouvernements et des mouvements collaborateurs : en France, il s'exprime par des manifestations comme l'exposition Le Bolchevisme contre l'Europe, organisée par le Comité d’action antibolchévique, ainsi que par des participations directes au conflit, à l'image de la Légion des volontaires français contre le bolchevisme qui combat aux côtés des Allemands sur le front de l'Est. Des unités étrangères participant au conflit en URSS s'engagent en fonction d'un crédo anticommuniste, à l'image de la División Azul espagnole dont le serment fait référence à la « barbarie bolchevique ».
Au sein de la résistance européenne, l'opposition entre résistants communistes et non communistes vire, dans certains pays, au conflit ouvert. En Grèce occupée, l'EAM-ELAS, dominé par le Parti communiste de Grèce, se heurte aux autres organisations comme l'EDES. L'ELAS harcèle et attaque les membres des autres organisations résistantes, souvent afin de les contraindre à se ranger sous sa bannière : avant même la fin de l'occupation, les différents groupes de la résistance grecque commencent à s'affronter militairement. Napoleon Zervas, chef de l'EDES, en arrive à ménager les troupes allemandes, puis à conclure une trêve avec les occupants, pour se concentrer sur le combat contre les communistes. Lors de l'évacuation de la Grèce par les Allemands à la fin 1944, les troupes britanniques débarquent en Grèce pour maintenir le calme et tenter d'éviter une prise de pouvoir par les communistes, le Foreign Office redoutant une expansion de l'influence soviétique sur la Grèce et visait à faire remonter sur le trône le roi Georges II. Dès le 2 décembre, la tension politique est extrême, chaque camp soupçonnant l'autre de préparer un coup d'État ; en décembre, après que la police ait ouvert le feu sur des manifestants désarmés à Syntagma (Athènes)s, les militants de l'EAM-ELAS assiègent et attaquent les postes de police dans toute la capitale, sans avoir les moyens d'une offensive généralisée contre les Anglais. Vers la fin décembre du mois, une contre-offensive des Britanniques et des forces grecques défait l'EAM-ELAS. Après une période de forte répression, les communistes reprennent dès 1946 la lutte armée et déclenchent la guerre civile grecque. Toujours dans les Balkans, après l'invasion de la Yougoslavie en 1941 et la division du pays, plusieurs mouvements de résistance apparaissent. Mais les Tchetniks nationalistes serbes, dirigés par Draža Mihailović, entrent dès l'automne 1941 en conflit avec les Partisans communistes de Tito. Soutenus initialement par les Alliés qui les perçoivent comme le principal mouvement de résistance yougoslave, les Tchetniks finissent par considérer le combat contre les communistes comme prioritaire par rapport au combat contre les occupants : les divers groupes Tchetniks usent d'une collaboration tactique avec les Italiens, puis avec les Allemands, comme d'un moyen pour tenter de vaincre les Partisans. Ils contribuent cependant ainsi au discrédit de leur mouvement et à leur abandon par les Britanniques au profit des Partisans.

### Guerre froide
Après la fin de la Seconde Guerre mondiale, le prestige de l'URSS qui a joué un rôle déterminant dans la défaite de l'Allemagne, et des partis communistes qui, dans l'Europe occupée, ont tenu un rôle important, voire central, dans la résistance, semble conduire à un amenuisement de l'anticommunisme. Or, la prise de contrôle par l'URSS de l'ensemble de l'Europe de l'Est, avec la constitution des « démocraties populaires » formant le bloc de l'Est, entraîne le déclenchement de la guerre froide et un fort regain, à une échelle internationale, de l'anticommunisme qui s'inscrit dès lors dans le cadre plus général d'une lutte contre le totalitarisme. Dans le contexte international de l'après-Seconde Guerre mondiale, les États-Unis, devenus la superpuissance rivale de l'URSS, deviennent les « mentors mondiaux » de l'anticommunisme, qui constitue désormais un axe majeur de leur politique intérieure et extérieure. Dès 1947, la doctrine Truman postule la nécessité de défendre les « peuples libres » contre l'extension du communisme. Au concept d'endiguement énoncé par George F. Kennan et préconisé par la doctrine Truman, vient s'ajouter, sous la présidence Eisenhower, celui de « rollback », formulé par John Foster Dulles et consistant à repousser activement le communisme partout où celui-ci serait en vigueur. Du fait des périodes de détente et de la logique de coexistence pacifique, le rollback demeurera cependant essentiellement théorique.
Dans les pays d'Europe de l'Est, des maquis de résistance anticommuniste mènent, durant les premières années de la Guerre froide, des actions de guérilla contre les nouveaux régimes et les troupes d'occupation soviétiques : c'est notamment le cas en Pologne, en Bulgarie et en Roumanie, mais aussi dans certains territoires réannexés par l'URSS à la fin de la Seconde Guerre mondiale comme les Pays baltes (où la guérilla antisoviétique reçoit le nom de « frères de la forêt ») ainsi qu'à l'Ouest de la Biélorussie et de l'Ukraine,.
En Corée du Sud, le régime lance des représailles sanglantes contre les communistes dans l'ensemble du pays (200 000 victimes entre 1946 et 1950).
En Europe de l'Ouest, au début de la Guerre froide, l'anticommunisme divise presque toutes les forces politiques : les socialistes et sociaux-démocrates ouest-allemands, britanniques ou scandinaves expriment un fort anticommunisme, tandis que les Français et les Autrichiens sont plus partagés et que les Italiens sont, durant plusieurs années, alliés au Parti communiste italien. Les partis démocrates-chrétiens comme la CDU ouest-allemande, confrontée à sa frontière à la RDA, ou la DC italienne, qui s'oppose à un Parti communiste italien très puissant, comptent parmi les pôles politiques anticommunistes les plus structurés. Néanmoins, dans les premières années de la guerre froide et jusqu'à la fin des années 1950, l'hostilité au communisme constitue l'un des ciments de la majorité des partis de l'Internationale socialiste.
L'Église catholique durcit quant à elle sa position et en 1949, le pape Pie XII approuve un décret du Saint-Office excommuniant tous les communistes. Cette excommunication s'accompagne d'une privation des sacrements pour tous les catholiques qui « apportent leur concours à une doctrine ou une activité anti-religieuse, quand bien même ils se défendraient de professer cette doctrine », selon la définition donnée en France par Mgr Lefebvre.

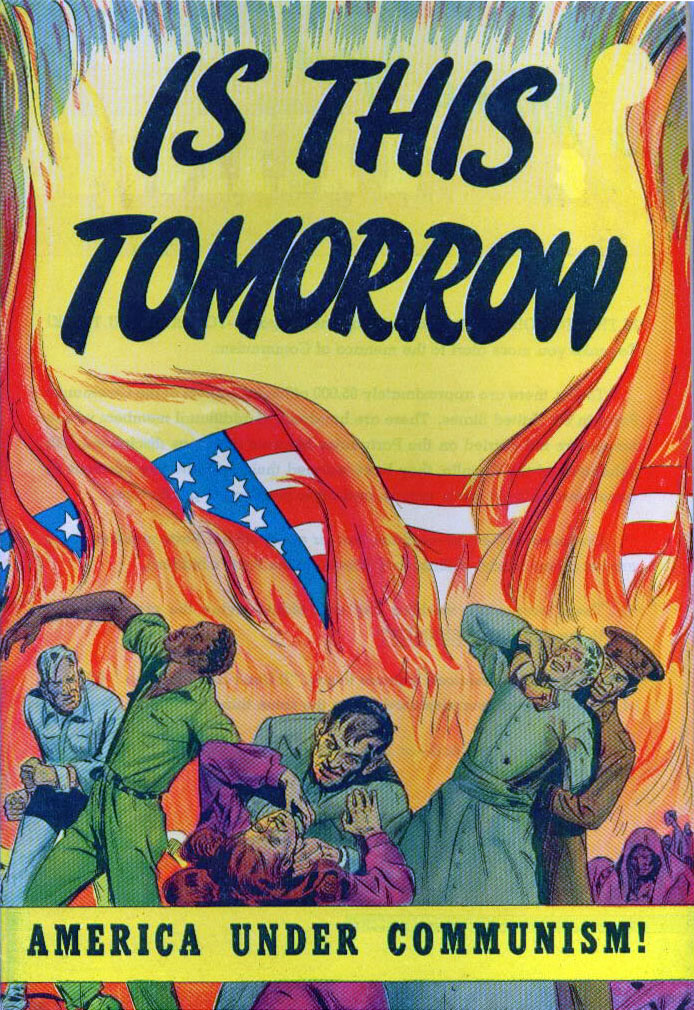
Affiche anticommuniste américaine datant des débuts de la Guerre froide (1947).

L'extension du communisme en Europe mais aussi en Asie, s'accompagne de grandes tensions politiques qui débouchent parfois en conflits armés. La guerre civile grecque, en Europe, s'achève par la défaite des communistes. En Asie, au contraire, la guerre civile chinoise, qui a repris en 1946 après la défaite des Japonais, aboutit à la victoire des communistes et à la mise en place de la république populaire de Chine, ce qui modifie considérablement l'équilibre des forces à l'échelle mondiale ; la souveraineté sur le territoire chinois continue d'être revendiquée par le régime anticommuniste de Taïwan, qui conserve jusque dans les années 1970 le siège de la Chine à l'ONU et se positionne comme un pôle de l'anticommunisme en Asie, mettant en place une politique répressive contre les communistes ou supposés tels. Aux termes de la guerre d'Indochine et la guerre de Corée, le Viêt Nam comme la Corée sont tous deux divisés en deux États rivaux, l'un communiste et l'autre anticommuniste.
Au sein du bloc de l'Est, l'opposition aux régimes communistes en place se manifeste via diverses formes de dissidence, mais aussi par des soulèvements comme celui de 1953 en Allemagne de l'Est ou celui de Budapest en 1956 ; pendant longtemps, les dissidents des pays communistes ont cependant du mal à se faire entendre en Occident, aussi bien à gauche qu'à droite, pour des raisons de politique nationale : la gauche ne souhaite pas courir le risque de se diviser et l'ensemble des forces politiques veut éviter d'aggraver les rapports avec l'URSS.
Des organisations politiques spécifiquement consacrées à la propagande anticommuniste apparaissent dans de nombreux pays. En France, sous la Quatrième République, le mouvement Paix et Liberté, animé par Jean-Paul David (membre du Rassemblement des gauches républicaines), est financé discrètement par le gouvernement et soutenu par l'ensemble des forces parlementaires non communistes ; il entreprend de contrer la propagande du PCF, notamment par des campagnes d'affichage. En Allemagne de l'Ouest, le Volksbund für Frieden und Freiheit est dirigé par le docteur Eberhard Taubert, ancien collaborateur de Goebbels, ancien responsable de l'Antikomintern : l'anticommunisme est l'un des moteurs de l'État ouest-allemand, qui utilise le VFF comme relais en le plaçant sous la tutelle de plusieurs ministères. Mais, du point de vue de la démocratisation de l'Allemagne d'après-guerre, la présence au sein de cette organisation d'anciens cadres du régime nazi pose un problème, qui n'est résolu que lors du départ de Taubert en 1956,.
Certaines organisations sont transnationales et existent dans plusieurs pays, comme la Ligue anticommuniste des peuples d’Asie (Asian Peoples' Anti-Communist League ou APACL), fondée en 1954, le Comité international Paix et Liberté, qui devient en 1956 le Comité international d’information et d’action sociale (CIAS), la Confederación Interamericana de Defensa del Continente (CIDC), association latino-américaine fondée en 1954, le Bloc des nations anti-bolchéviques (Anti-Bolshevik Bloc of Nations, ABN) de l'Ukrainien Iaroslav Stetsko. Ces associations fondent en 1966 à Séoul la Ligue anticommuniste mondiale, plus connue sous son acronyme anglais, WACL (pour World anti-communist League).
Des organisations anticommunistes bénéficient du soutien des États-Unis, comme le Congrès pour la liberté de la culture, domicilié à Paris et dont le rôle est remis en cause en 1966 quand il s'avère bénéficier d'un financement indirect de la part de la CIA. Des stations de radio américaines comme Radio Free Europe ou Rundfunk im amerikanischen Sektor sont chargées de diffuser des émissions de propagande anticommuniste en direction du bloc de l'Est.
Aux États-Unis mêmes, l'anticommuniste s'exprime essentiellement sous la forme d'un antisoviétisme. La guerre froide, exacerbée par la course aux armements nucléaires, suscite entre la fin des années 1940 et le début des années 1950 un très vif climat d'anticommunisme. Ce nouvel avatar de la « peur rouge » qui atteint son apogée au moment de la guerre de Corée : le sénateur Joseph McCarthy mène alors une violente campagne dénonçant les infiltrations communistes au sein du gouvernement, des médias et des milieux culturels, qui aboutit à ce que la période soit désignée du nom de maccarthysme. La démagogie et les abus de pouvoir de McCarthy aboutissent à son discrédit personnel en 1954, mais le climat d'anticommunisme ne se limite pas aux activités du sénateur : les communistes américains sont mis sous surveillance par le FBI alors dirigé par J. Edgar Hoover et les dirigeants du Parti communiste USA sont arrêtés dès 1948, puis condamnés pour « conspiration » contre le gouvernement. En 1950, l'adoption du McCarran Internal Security Act sur les « activités subversives » permet de poursuivre le PC américain en tant qu'« instrument de l'étranger ». Le Comité des activités anti-américaines de la Chambre des représentants procède à l'interrogatoire de nombreuses personnalités publiques sur leurs liens présumés avec le communisme. La « chasse aux sorcières », animée notamment par McCarthy contre les communistes et leurs sympathisants réels ou supposés, aboutit, aux États-Unis, à faire perdre leur emploi à environ 10 000 personnes. Dans les milieux du spectacle, l'affaire des « dix d'Hollywood » compte parmi les principaux évènements de la période, qui entraîne également entre autres l'exil de Charlie Chaplin, soupçonné de sympathies communistes. Le maccarthysme contribue à réduire presque à néant l'influence du Parti communiste américain, et plus largement à marginaliser totalement le courant d'idées communiste aux États-Unis,,.
La plupart des pays occidentaux contiennent le communisme sans sortir des usages démocratiques, bien que certains pays prennent des mesures particulières : la Suisse et l'Allemagne de l'Ouest pratiquent ainsi des interdictions professionnelles et le KPD, reconstitué après-guerre sur le territoire ouest-allemand, est interdit en 1956 (la détente permet cependant à un nouveau parti, le DKP, d'être créé en 1968). La crainte de la subversion pousse néanmoins les États-Unis à entretenir des noyaux anticommunistes dans les services secrets occidentaux, en finançant notamment les stay-behind, organisations destinées à contrer d'éventuels coups de force communistes et dont la plus célèbre est le réseau Gladio en Italie. Plus largement, les services américains soutiennent de multiples organisations anticommunistes à travers le monde, dans les domaines politique, syndical ou culturel. La défense du « monde libre » - entendu comme l'ensemble du monde non-communiste - pousse par ailleurs les États-Unis à soutenir des régimes politiques dictatoriaux, notamment en Amérique latine, et à approuver des putschs contre des gouvernements jugés trop proches des communistes, comme l'opération PBSUCCESS en 1954 au Guatemala ou le coup d'État du 11 septembre 1973 au Chili, ainsi qu'à soutenir des mouvements comme les Contras au Nicaragua après 1979. À Cuba, au début des années 1960, la tension croissante entre les États-Unis et le gouvernement de Fidel Castro, issu de la révolution cubaine et qui se rapproche sensiblement de l'URSS, débouche sur un conflit ouvert : en 1961, le débarquement de la baie des Cochons échoue et aboutit à un résultat inverse de celui escompté ; Castro choisit ouvertement et définitivement de se ranger parmi les régimes pro-soviétiques et les États-Unis voient un régime communiste s'installer durablement non loin de leurs côtes. L'année suivante, la crise des missiles de Cuba représente l'un moments de plus grande tension internationale de toute l'histoire de la guerre froide, le monde passant près d'une guerre nucléaire. Dans les années qui suivent, les relations américano-cubaines sont rythmées par de nombreuses crises : la CIA tente à plusieurs reprises d'assassiner Fidel Castro. Après notamment la crise des missiles, les relations soviéto-américaines entrent dans une phase de détente, les deux superpuissances continuant cependant de manœuvrer pour contrer leurs influences respectives. Les pratiques condamnables mises en œuvre par les autorités américaines au nom d'une logique anticommuniste ont entraîné de nombreuses critiques. Pour l'historien Howard Zinn, « l'anticommunisme fait partie de l'idéologie dominante américaine. Je ne parle pas de la critique raisonnée du communisme ou des pays qualifiés de communistes. Ce que j'entends par « anticommunisme », c'est cette peur hystérique qui poussa les autorités américaines à espionner leurs propres citoyens, à envahir d'autres pays et à taxer les salaires américains âprement gagnés pour consacrer des milliers de milliards de dollars à la fabrication d'armes meurtrières».
En Asie, où les États-Unis craignent un basculement généralisé de la région via la logique de la théorie des dominos, la doctrine de américaine en matière de politique étrangère motive leur implication dans des conflits armés comme la guerre de Corée, la guerre du Viêt Nam, la guerre civile laotienne et la guerre civile cambodgienne. L'intervention américaine dans le conflit vietnamien, et dans ses théâtres d'opération annexes laotien et cambodgien, débouche finalement en 1975 sur un désastre politique pour les États-Unis, avec non seulement le basculement des trois pays dans l'orbite communiste, mais également le discrédit de la stratégie américaine et de ses méthodes. Toujours en Asie, la répression anticommuniste en Indonésie débouche sur les massacres de 1965, perpétrés par l'armée indonésienne dirigée par le général Suharto avec l'assentiment du gouvernement américain. Ces tueries font plusieurs centaines de milliers de victimes,,. Le rôle joué par la CIA dans le soutien à des dictatures contribue à son discrédit et la révélation des financements accordés à de multiples organisations porte un coup profond à la tentative de constituer une gauche anticommuniste.
En Afrique du Sud, le communisme est interdit et réprimé par le régime d’apartheid, de 1950 à 1990, par la Loi de suppression du communisme (Suppression of Communism Act). Cette loi anticommuniste sert également de prétexte à l’emprisonnement de Nelson Mandela et à l’interdiction de plusieurs mouvements antiapartheid, dont l’ANC en 1960.
L'opposition au communisme se retrouve, tout au long de la guerre froide, chez des intellectuels libéraux : en France, Raymond Aron, dans L'Opium des intellectuels (1955), critique le communisme tant sur le plan de la doctrine que sur celui des réalisations concrètes, soulignant que « L'expansion du pouvoir communiste ne démontre pas la vérité de la doctrine, pas plus que les conquêtes de Mahomet ne démontraient la vérité de l'Islam » ; Jean-François Revel, dans La Tentation totalitaire (1976), dénonce le communisme comme une forme de « contre-révolution », jugeant que « l'illusion des procommunistes libéraux de gauche consiste à penser qu'il existe un autre communisme que le stalinisme. Or, le stalinisme est l'essence du communisme. Ce qui varie, c'est la rigueur plus ou moins grande avec laquelle il est appliqué ».
L'anticommunisme continue par ailleurs de faire partie, dans divers pays, de l'identité et des motivations de l'extrême droite. Celle-ci use par ailleurs du thème de l'anticommunisme pour dénoncer diverses mouvances, progressistes ou tiers-mondistes, que celles-ci soient ou non animées par des communistes. Au sein de l'extrême droite française, le Front national anticommuniste animé par Jean-Louis Tixier-Vignancour, ou le mouvement étudiant Occident, font partie des organisations explicitement anticommunistes ; l'anticommunisme tient également une place par la suite, dans le discours du Front national. En Italie, le Mouvement social italien, qui se réclame du régime de Mussolini, fait dans ses actions une large place à la lutte contre le communisme. Au Royaume-Uni, la mouvance musicale Rock Against Communism (RAC), dérivée de la Oi!, apparait dans les années 1970 dans le milieu skinhead. Dans la foulée de 1968 se développe également, au sein de l'extrême gauche, une vive opposition au communisme tel qu'il est représenté par la mouvance pro-soviétique : aux côtés des trotskistes, critiques traditionnels du stalinisme, coexistent des mouvements maoïstes qui se présentent comme les communistes authentiques; la critique d'extrême-gauche s'exprime également au sein des courants anarchistes.
Dans les années 1970 - notamment à partir de 1974, date de parution de L'Archipel du Goulag d'Alexandre Soljenitsyne - l'anticommunisme rejoint le combat des dissidents des régimes communistes. Les révélations sur le système concentrationnaire en URSS ou sur les crimes du régime maoïste en Chine apportent de nouveaux arguments aux anticommunistes. L'opposition interne aux régimes du bloc de l'Est bénéficie d'une plus grande visibilité, grâce notamment à des personnalités comme Andreï Sakharov, Vladimir Boukovski, Lech Wałęsa ou Václav Havel. En Tchécoslovaquie, la Charte 77 rassemble des intellectuels et hommes politiques dissidents, dont Václav Havel est l'une des principales figures ; en Pologne, le mécontentement des classes populaires contre la politique du gouvernement se traduit par la formation de Solidarność, un syndicat ouvertement opposé au pouvoir communiste et dirigé par Lech Wałęsa. Le discrédit de la politique étrangère de l'URSS, notamment avec l'invasion de l'Afghanistan en 1979 ou la répression de Solidarność en 1981, accentue encore la condamnation morale du communisme soviétique en Occident, y compris dans les milieux de gauche. L'action du pape Jean-Paul II, lui-même originaire de Pologne et très engagé contre le communisme sur les plans politique et philosophique, contribue à entretenir l'opposition au régime polonais et au communisme en général,. Durant la guerre d'Afghanistan, le régime communiste afghan et les occupants soviétiques sont confrontés à une vive résistance armée de la part des divers groupes de moudjahidines afghans, ainsi que des volontaires musulmans venus de divers pays pour soutenir la guérilla afghane. En Afrique, dans les années 1970, l'opposition aux régimes communistes locaux débouche également sur des conflits armés en Angola et au Mozambique : le gouvernement de l'Angola est confronté à l'UNITA anticommuniste, déjà rivale du MPLA durant la guerre d'indépendance, et celui du Mozambique doit affronter la rébellion de la RENAMO (Les conflits africains débordent cependant du strict cadre de l'opposition communisme/anticommunisme : en Angola, la guerre civile reprend ainsi après la fin de la guerre froide, alors même que le gouvernement angolais a renoncé au marxisme-léninisme). Aux États-Unis, l'élection à la présidence de Ronald Reagan, qui dénonce l'URSS comme un « Empire du Mal », marque le retour au premier plan d'une rhétorique fortement anticommuniste ; cette fermeté de langage s'accompagne cependant d'une politique de négociations qui contribue à amener une nouvelle période de détente Est-Ouest, puis la fin de la guerre froide.

### Après 1991
Après la chute des régimes communistes en Europe entre 1989 et 1991, les anticommunistes perdent l'un des axes de leur combat, notamment à l'extrême droite. Certaines personnalités politiques, comme Silvio Berlusconi en Italie, continuent dans les années 2000 de faire de l'anticommunisme l'un de leurs thèmes de prédilection. Cependant, dans l'ensemble et en l'absence d'un bloc communiste à l'idéologie structurée, le communisme cesse d'être un enjeu idéologique et stratégique mondial pour être principalement un objet d'étude historique.
Dans plusieurs pays ex-communistes européens - la Pologne, la Hongrie, la Lituanie, l'Estonie et la Lettonie - l'usage des symboles du communisme est désormais puni par la loi,,,,,.
De nombreux textes issus de ces pays, et maintenant certains votés par le Parlement européen, manifestent un anticommunisme virulent,.

#### Ouvrages
- Stéphane Courtois (directeur), Dictionnaire du communisme, Paris, Larousse, 2007, 639 p. (ISBN 978-2-03-583782-0, BNF 41134961).
- (en) Robert Service, Comrades : Communism : a World History, Pan Books, 2007, 571 p. (ISBN 978-0-330-43968-8).
- Serge Berstein et Jean-Jacques Becker, Histoire de l'anticommunisme en France. Tome 1 (1917-1940), Paris, Olivier Orban, 1987, 408 p.
- Revue Communisme no 62-63, Aspects de l'anti-communisme, L'Âge d'Homme, janvier 2001.
- (en) Andrew Defty, Britain, America and Anti-Communist Propaganda 1945-53: The Information Research Department, Routledge, 2004, 320 p.
- Pierre Grémion, Intelligence de l'anticommunisme. Le congrès pour la liberté de la culture à Paris (1950-1975), Paris, Fayard, 1995, 645 p.
- Louis Janover, La Tête contre le mur : essai sur l'idée anti-communiste au XXe siècle, Paris, Éditions Sulliver, 1998, 201 p.
- Dominique Lejeune, La Peur du « rouge » en France, Paris, Belin, 2003, 295 p.
- Marc Angenot, Rhétorique de l’anti-socialisme. Essai d’histoire discursive (1830-1917), Presses Université Laval, 2004, 292 p.
- Georges Lodygensky, Face au communisme 1905-1950 : Quand Genève était le centre du mouvement anticommuniste international, Éditions Slatkine, coll. « Suisse-événements », 2009, 616 p. (édition critique par son fils Youri Lodygensky et l’historien Michel Caillat).
- Alfred Sudre, Histoire du communisme ou Réfutation historique des utopies socialistes, Paris, Victor Lecou, 1848 (prix Montyon de l'Académie française en mai 1849) , réédition : Histoire du communisme avant Marx, Paris, Éditions du Trident, 2010, 459 p.  (ISBN 978-2-84880-036-3).
- Thomas Wieder, Les Sorcières d'Hollywood. Chasse aux rouges et listes noires, Paris, Éditions Philippe Rey, 2006, 252 p.
- Centre d'études des relations interculturelles (France), textes réunis par Jean-Robert Rougé et Michel Antoine, L'Anticommunisme aux États-Unis de 1946 à 1954, Presses de l'Université de Paris-Sorbonne, 1995, 286 p.
- Torben Gülstorff, Warming Up a Cooling War: An Introductory Guide on the CIAS and Other Globally Operating Anti-communist Networks at the Beginning of the Cold War Decade of Détente (Cold War International History Project Working Paper Series #75), Washington 2015.
- Pascal Delwit et José Gotovitch (dir.), La peur du rouge, Bruxelles, Éditions de l'Université de Bruxelles, 1996.

#### Articles
- Enzo Traverso, « De l’anticommunisme. L’histoire du XXe siècle relue par Nolte, Furet et Courtois », L'Homme et la société, 2001, no 140-141, p. 169-194 [lire en ligne].
- Louis Poulhès, « La répression anticommuniste du printemps 1940 au printemps 1941 : l’affaire de l’usine Breguet d’Aubervilliers », Cahiers d’histoire. Revue d’histoire critique, 2019, no 142, p. 113-135. [lire en ligne].